# Tymur Taimazov
Tymur Taimazov –en ucraniano, Тимур Таймазов– (Noguir, URSS, 8 de septiembre de 1970) es un deportista ucraniano que compitió en halterofilia. Es hermano del luchador Artur Taimazov.
Participó en dos Juegos Olímpicos de Verano, obteniendo una medalla de oro en Atlanta 1996 (categoría de 108 kg) y una de plata en Barcelona 1992 (100 kg).
Ganó dos medallas de oro en el Campeonato Mundial de Halterofilia, en los años 1993 y 1994, y tres medallas de oro en el Campeonato Europeo de Halterofilia entre los años 1992 y 1994.

## Palmarés internacional
| Representando al Equipo Unificado |                           |                  |           |
| Juegos Olímpicos                  |                           |                  |           |
| Año                               | Lugar                     | Medalla          | Categoría |
| 1992                              | Barcelona (España)        | Medalla de plata | 100 kg    |
| Representando a la CEI            |                           |                  |           |
| Campeonato Europeo                |                           |                  |           |
| Año                               | Lugar                     | Medalla          | Categoría |
| 1992                              | Szekszárd (Hungría)       | Medalla de oro   | 100 kg    |
| Representando a Ucrania           |                           |                  |           |
| Juegos Olímpicos                  |                           |                  |           |
| Año                               | Lugar                     | Medalla          | Categoría |
| 1996                              | Atlanta (Estados Unidos)  | Medalla de oro   | 108 kg    |
| Campeonato Mundial                |                           |                  |           |
| Año                               | Lugar                     | Medalla          | Categoría |
| 1993                              | Melbourne (Australia)     | Medalla de oro   | 108 kg    |
| 1994                              | Estambul (Turquía)        | Medalla de oro   | 108 kg    |
| Campeonato Europeo                |                           |                  |           |
| Año                               | Lugar                     | Medalla          | Categoría |
| 1993                              | Sofía (Bulgaria)          | Medalla de oro   | 108 kg    |
| 1994                              | Sokolov (República Checa) | Medalla de oro   | 108 kg    |